# Egwin z Eveshamu
Svatý Egwin z Eveshamu († 30. prosince 717) byl anglický benediktinský mnich, opat a biskup Worcesteru.

## Život
Narodil se do anglické šlechtické rodiny, kteří byli potomky mercijských králů.
Ve svém mládí odešel do kláštera ve Worcesteru a roku 692 byl zvolen biskupem tohoto města. Jako biskup sloužil až do roku 711 a ve své funkci byl znám jako ochránce sirotků, vdov a také jako spravedlivý soudce.
Podle legendy když jednou odešel na pouť do Říma, dal své nohy do pout a klíč vhodil do řeky Avony. Když dorazil do Říma, koupil si na trhu rybu a uvnitř ryby se objevil stejný klíč od jeho pout.
Byl zakladatelem benediktinského kláštera v Eveshamu. Ve středověku to byl jeden z největších benediktinských klášterů.
Jeho svátek se slaví 30. prosince.